# Stibasoma sulfurotaenium
Stibasoma sulfurotaenium är en tvåvingeart som beskrevs av Krober 1931. Stibasoma sulfurotaenium ingår i släktet Stibasoma och familjen bromsar. Inga underarter finns listade i Catalogue of Life.